# Tetlaxca
Tetlaxca är en ort i Mexiko.   Den ligger i kommunen Ixhuacán de los Reyes och delstaten Veracruz, i den sydöstra delen av landet, 220 km öster om huvudstaden Mexico City. Tetlaxca ligger 1 441 meter över havet och antalet invånare är 217.
Terrängen runt Tetlaxca är kuperad åt nordost, men åt sydväst är den bergig. Terrängen runt Tetlaxca sluttar österut. Runt Tetlaxca är det tätbefolkat, med 266 invånare per kvadratkilometer. Närmaste större samhälle är Coatepec, 15,3 km nordost om Tetlaxca. I omgivningarna runt Tetlaxca växer i huvudsak blandskog.